# Доњa српска варош у Београду (1718—1739)
Доњa српска варош у Београду (1718—1739) често називана и Српски Белиград или Савска варош била је новооснована урбана целина на десној обали Саве у коју су пресељени некадашњи православни житељи, из такође новооснованог, Немачког Београда на дунавском делу престонице.  

## Предуслови
Крајем 17. века, Хабзбуршка монархија је истерала Османлије из већег дела Панонске низије (укључујући Бачку и северозападни Срем), а границе успостављене 1699. године остављале су у саставу Турске царевине Баната и југоисточног Срема.
Када је српска етничка територија, 1716 — 1718, од Далмације, преко Босне и Херцеговине до Београда и Подунавља опет постала поприште новог аустријско-турског рата, који је водио принц Еуген Савојски, Срби су учествовали у борби на страни Аустрије. Османско царство је након овог рата Пожаревачким миром изгубило све територије у Подунављу (Банат и део Срема), северне делове данашње централне Србије и северну Босну, делове Далмације, Малу Влашку и Пелопонез. По одредбама Пожаревачког мира 1718. године Хабзбуршка монархија је (између осталог) од Османског царства добила и Београд са северним деловима данашње централне Србије.
Једна од првих мера Хабзбуршке монархије и нове аустријске управе у Србији након 1718 године, била је поново населити земљу  запуштену, ратом опустошену и готово расељену, након ратова 1683-1689 и 1716-1718. године. Нашироко вођеном колонизационом политиком, довођени су или су сами долазили нови колонисти из суседних турских земаља, када су у питању били Срби, а из Немачке, када су се доводили страни колонисти. Срби се претежно насељавани по селима, а страни колонисти су довођени у градове, највише у Београд и његову околину, затим и у новоотворене руднике по Србији.

### Указ о уређењу Немачког Београда
Уласком у састав проширеног Хабзбуршког царства, Београд је постао главно погранично утврђење, али и полазиште за даље ратове против Турске на Балкану. Одлуком римско-немачког цара Карла VI, уобличеном у статуту (Das Statut der Belgrader Deutchenstadt von) из 1724. године, Београд је подељен на два дела: српски (савски) и немачки (дунавски).
Потом је следила нова наредба на основу једне царске резолуције, да се у неоаквистичким земљама могу насељавати примарно Немци али и остали римокатолици из целе Европе. Док су у прво време знатан део досељеника у Србију чинили ветерани из ратова Еугена Савојског, касније су предвиђеним пореским олакшицама били привучени и многи немачки сељаци лошијег имовног стања из густо насељених крајева око Рајне.
По наведеној резолуцији из 1726. године наређено је да се из Немачке вароши под принудом иселе сви Срби са својом имовином, из дунавског дела вароши, а у њој населе искључиво Немци католичке вере. Хабзбуршка власт је Јеврејима дозволила боравак у веома ограниченом броју, и то у српском делу Београда, на десној обали Саве, који се састојао од Горње и Доње, односно Нове вароши.
Како тадашњи Београд као оријентална варош са застарелим утврђењем није задовољавала велике планове Дворског ратног савета у Бечу, кренуло се сређивањем Београда како би он постао европски барокни град након опсежну реконструкције, не само Тврђаве него и читаве вароши.
90

## Положај и изглед
Доњa српске варош, као градска четврт отвореног типа, основана је изван варошких зидина, на такозваном савском амфитеатру, без заштитних утврђења, на простор који данас омеђују улице Краља Милана, Кнеза Милоша, Немањина до изнад Карађорђеве.  Са београдском вароши била је повезана путевима који су водили ка Шабачкој и Виртембершкој капији.

## Историја
Оснивање Доње српске вароши у Београду настало је у периоду пре разграничења немачке и српске општине. Поред очигледног разлога да се становништво одвоји на верском принципу, за оснивање Доње српске вароши били су важни и други чиниоци, пре свега привредних, трговачких и занатлијских.
Пре 1724. године српска Доња варош није уцртана на сачуваним плановима Београда и околине, који су израђени 1723. или 1724. године, када је почело расељавање, а познато је да је 1726. године дошло до дефинитивног исељавања свих Срба и осталих православних житеља из Немачког Београда, па се претпоставља да је насеље настањено претежно Србима на савском платоу настало отприлике у овом историјском периоду.
Из делимично сачуваног пописа становништва Доње вароши из 1733/1734. године у коме се наводе и занимања становништва вароши уочава се да је насеље било скоро у потпуности насељено занатлијама, јер су виђенији и имућнији становници, трговци и свештенство, становали су у Горњој вароши.
Поуздано се не зна да ли су два одвојена српска насеља Горња и Доња српска варош улазила у састав једне или две општине, иако су највероватније била повезане јединственим еснафским системом.